# Heterocompsa eburata
Heterocompsa eburata là một loài bọ cánh cứng trong họ Cerambycidae.